# Parafin lỏng
Paraffin lỏng (tiếng Anh: liquid paraffin, còn được gọi là paraffinum liquidum) là một chất dầu khoáng được tinh chế để sử dụng trong ngành y tế và mỹ phẩm. Tránh nhầm lẫn loại parafin dược phẩm này với loại parafin (hay dầu hỏa) dùng làm nhiên liệu.

## Công dụng
Parafin lỏng được cho là có tác dụng nhuận tràng, sử dụng lâu dài gây kích ứng và ung thư.
Parafin lỏng có tác dụng khóa ẩm, ngăn ngừa mất nước qua da do đó nó làm mềm và dưỡng ẩm cho da. Nó cũng ngăn chặn tình trạng mất nước qua da. 